# اوردا (تاشکند)
اوردا (به ازبکی: Urda) یک منطقهٔ مسکونی در ازبکستان است که در حومه تاشکند واقع شده‌است.